# Mosteiró
Mosteiró ist eine Ortschaft und ehemalige Gemeinde im Norden Portugals.

## Geschichte
Erstmals erwähnt wurde der Ort 1059. Das Gebiet gehörte zum Ave-Maria-Kloster in Porto. Mosteiró war eine Gemeinde im Kreis Maia. Seit dessen vorübergehender Auflösung 1836 ist Mosteiró eine Gemeinde des Kreises Vila do Conde.
Mit der Gebietsreform 2013 wurde die Gemeinde Mosteiró mit Vilar zusammengeschlossen.

## Verwaltung
Mosteiró war Sitz einer eigenständigen Gemeinde (Freguesia) im Kreis (Concelho) von Vila do Conde im Distrikt Porto. Die Gemeinde hatte eine Fläche von 3,0 km² und 931 Einwohner (Stand 30. Juni 2011).
Folgende Ortschaften gehörten zum Gemeindegebiet:
- Arões
- Casêlo
- Lameira
- Mosteiró
- Vila Verde

Im Zuge der Administrativen Neuordnung zum 29. September 2013 wurde die eigenständige Gemeinde Mosteiró aufgelöst und mit Vilar zur neuen Gemeinde Vilar e Mosteiró zusammengeschlossen.